# Villa Clara (prowincja)
Villa Clara – kubańska prowincja w środkowej części tego kraju. Jej stolicą jest Santa Clara. 
Prowincja dzieli się na 13 gmin:
- Caibarién
- Camajuaní
- Cifuentes
- Corralillo
- Encrucijada
- Manicaragua
- Placetas
- Quemado de Guines
- Ranchuelo
- Remedios
- Sagua la Grande
- Santa Clara
- Santo Domingo